# Hyllinge (Skåne)
 For alternative betydninger, se Hyllinge (flertydig). (Se også artikler, som begynder med Hyllinge)
Hyllinge er navnet på en landsby i Skåne uden for Helsingborg. Byen er bl.a. kendt for City Gross, Skånes største madvarebutik.
Ved Hyllinge findes også Rosendal Slot, bygget i 1615 af Anders Steensen Bille. Under Skånske Krig havde mange friskyttekompagnier deres vinterkvarter på Rosendal i 1678. I oktober 1676 blev meget blod udgydt i Hyllinge, da svenske soldater massakrerede en dansk sygetransport på 270 syge og sårede danske soldater[kilde mangler].
56°6′16.55″N 12°51′52.72″Ø / 56.1045972°N 12.8646444°Ø